# Carl Gotthelf Kind

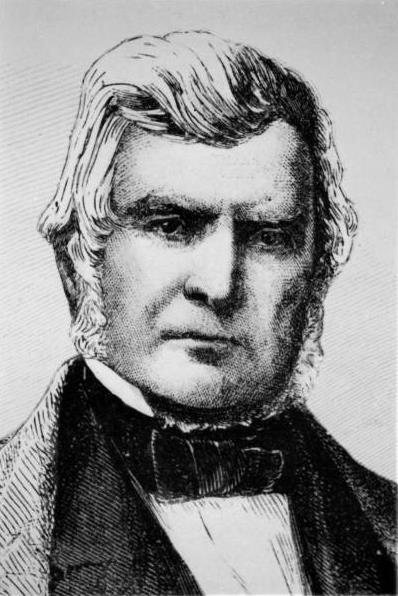
Carl Gotthelf Kind

Carl Gotthelf Kind (* 6. Juni 1801 in Linda (Brand-Erbisdorf); † 9. März 1873 bei Spicheren, Deutsches Reich) war ein deutscher Bergbautechniker.
Der Sohn einer alten Bergmannsfamilie, Vater und selbst die Großväter väterlicher- als auch mütterlicherseits waren im Bergbau tätig, arbeitete schon in früher Jugend im Bergbau. Dank seiner technischen Begabung wurde er alsbald mit anderen Aufgaben betraut, so war er an Bohrversuchen beteiligt, die Sachsen 1823 bei Borna und 1824/26 bei Groitzsch zwecks Erschließung von Salzlagerstätten durchführen ließ. Die Bohrungen waren erfolglos, Kind schied nach Einstellen der Unternehmungen aus dem Staatsdienst aus und heuerte bei dem Bohrspezialisten Carl Christian Friedrich Glenck an. Die damaligen Bohrer litten unter häufigem Bruch des starren Gestänges, was den Bohrfortgang erheblich beeinträchtigte. Von herausragender Bedeutung für eine rationelle Bohrung waren Kinds Erfindung des Freifalls und der verbesserten Abteuftechnik des erbohrten Schachts.
Kind gelang 1846 bei einer Bohrung in Mondorf bei Luxemburg, die Tiefe von 730 m zu erreichen. Dies war zwar kein Weltrekord, wie oft behauptet, da in China bereits vorher eine Tiefe von über 1000 m erreicht worden war, aber immerhin eine Rekordtiefe für Europa und Amerika. Zweck der Mondorfer Bohrung war die Suche nach einem ausbeutungsfähigen Salzvorkommen. Dieses konnte zwar nicht gefunden werden, dafür aber ein Thermalwasservorkommen, das zum baldigen Bau des Mondorfer Thermalbads führte, das 1847 den Betrieb aufnahm. Vorher hatte Kind bereits erfolglos an anderen Orten Luxemburgs nach Salz gebohrt, und zwar in Zessingen (1837–1839) und Echternach (1839–1840); eine weitere Bohrung fand im deutschen Grenzgebiet bei Besch statt (erstes Bohrloch: 4. April – 11. Juli 1840; zweites Bohrloch: 24. Juli 1840 – 15. Februar 1841).
Kind starb am 9. März 1873 auf seinem Gut auf der „Goldenen Bremm“ bei Spicheren.